# Orselina
Orselina is een gemeente en plaats in het Zwitserse kanton Ticino, en maakt deel uit van het district Locarno.
Orselina telt 801 inwoners.